# 第一次マラーター戦争
第一次マラーター戦争（だいいちじマラーターせんそう、英語：First Anglo-Maratha War）は、1775年から1782年にかけて、イギリス東インド会社とマラーター同盟との間でインドのデカン地方などにおいて行われた戦争。

## 戦争に至る経緯
1772年11月、マラーター王国の宰相マーダヴ・ラーオが死亡したのち、弟のナーラーヤン・ラーオが宰相位を継承した。
だが、翌1773年8月にナーラーヤン・ラーオは何者かに暗殺されてしまった。叔父のラグナート・ラーオが宰相位を継いだものの、ラグナート・ラーオにはナーラーヤン・ラーオ暗殺の嫌疑がかかっていた。
その後、1774年にナーラーヤン・ラーオの未亡人が息子マーダヴ・ラーオ・ナーラーヤンを出産した。財務大臣のナーナー・ファドナヴィースは彼を宰相に擁立し、ラグナート・ラーオは廃位された。
しかし、ラグナート・ラーオは宰相位をあきらめず、復権を目指すためにプネーを逃げ、ボンベイのイギリス東インド会社と接近を試みた。当時、イギリスは第一次マイソール戦争の直後であったが、当時ベンガル総督だったウォーレン・ヘースティングズは宰相位をめぐるマラーター王国の内紛を見て、これに介入することを決定した。
フィリップ・フランシスは、「ベンガル管区の安全がかかっているのに、その兵力を分散して弱めるべきではない」と最初からこれに猛反対した。だが、ヘースティングズは「（アメリカ独立戦争での）北アメリカでの戦況が悪化しており、国家の損失を回復するために身を捧げるのは当然である」と固い決意を持っていた。

## 戦争の経過

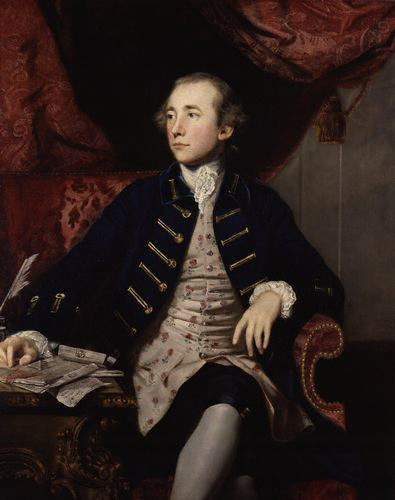
ウォーレン・ヘースティングズ

1775年3月6日にラグナート・ラーオはイギリスとスーラト条約を結んだ。彼はサルセットとバセインの周辺領土を割譲するかわり、兵員の援助を受け、宰相府と戦争に突入した。ここに第一次マラーター戦争が始まった。
イギリスの援助を受けたラグナート・ラーオはプネーに向けて進軍したが、5月18日にマラーター王国の武将ハリ・パント・パドケーに敗北を喫した。ヘースティングズはプネーへの進撃は困難と見て、ラグナート・ラーオの援軍として加わっていたアップトン大佐にスーラト条約の見直しを求めたが、これはカルカッタの参事会に非難された。
1776年3月1日、スーラト条約に代わる形でプネーの宰相府とプランダル条約が締結され、ラグナート・ラーオには年金をあてがうこと代わりに自身の要求を放棄すること、戦争を中止することが決定された。だが、戦争の中止をカルカッタの参事会は認めず、結局戦争は続行された。
1779年1月12日、イギリス軍はマハーダージー・シンディア、トゥコージー・ラーオ・ホールカルら率いるマラーター軍と激突した。この戦いではマラーター軍が勝利し、イギリス軍が降伏したのち、1月16日にヴァドガーオン条約が締結された。その条約ではボンベイ政府は1773年以降に獲得した領土をすべて放棄することが定められた。
その後すぐ、北インドからトーマス・ウィンダム・ゴダード大佐が率いる6個大隊の増援がボンベイ軍の援軍として到着した。ウォーレン・ヘースティングズはボンベイの役人が条約を締結できる法的権力がないとし、ヴァドガーオン条約を拒否し、その地域にイギリス権益を確保することをにゴダードに命じた。
ゴダードが戦線で指揮をとるようになってから、それまでのイギリス軍の劣勢が嘘のように覆され、イギリス軍は同年2月にアフマドナガルを、1780年12月11日にはバセインを奪取した。さらに、1780年8月4日にイギリス軍はシンディア家の拠点グワーリヤルを奪取した。グワーリヤル攻撃にはゴーハドのラーナー・チャタル・シングが援助し、彼はグワーリヤルの統治を任された。この戦勝には、ヘースティングズがマラーター同盟がマラーター王国を中心とした連合体であったことを見抜いていたこともあった。
この劣勢のさなか、同年2月7日にナーナー・ファドナヴィースはそれまで敵対していたマイソール王国のハイダル・アリーと同盟を組み、イギリスに対抗した。この盟約により、ハイダル・アリーはイギリスの拠点マドラスを攻撃するため出陣し、第二次マイソール戦争が勃発した。
第一次マラーター戦争の後半は、イギリス軍とマハーダージー・シンディアの軍勢がグジャラート地方で小競り合いを繰り広げており、決定的な勝利はつかめなかった。そのため、ヘースティングズは更なる援軍をベンガルから派遣しようとした。
1781年に入ると、イギリス軍とマハーダージー・シンディアの軍勢との争いは膠着状態になった。イギリス軍はマラーター軍の夜襲や物資供給の補給路が脅かされるなど、次第に疲弊していった。
同年7月1日、マハーダージー・シンディアの軍勢はイギリス軍に決定的な勝利を収めた。また、それと同時期にイギリスが行っていたコンカン地方の侵略も失敗に終わった。

## 講和と戦争の終結
そのうえ、第二次マイソール戦争によりマイソール軍にマドラスが包囲されるなど、ボンベイ方面よりむしろマドラス方面に大軍を派遣する必要が出てきた。イギリスもさすがに第一次マラーター戦争と第二次マイソール戦争の両方を相手にすることはできなかった。
これらの状況を聞いたヘースティングズはミュール大佐を派遣し、マハーダージー・シンディアとの和平交渉を行うように命じた。こうして、1782年5月17日にイギリスとマハーダージーとの間でサルバイ条約が締結され、ヘースティングズにもナーナー・ファドナヴィースにもそれぞれ承認された。
講和により、イギリスはマーダヴ・ラーオ・ナーラーヤンを宰相と認めること、ラグナート・ラーオに年金をあてがうこと、サルセットとバルーチ以外の戦争で獲得した領土をすべてマラーターに返還することが定められた。他方、イギリスはこれによりマラーターの脅威が消え、第二次マイソール戦争に全力を注ぐことが可能となった。
こうして、イギリスとマラーターとの間には20年の平和が続き、次に両者が戦火を交えるのは1803年からの第二次マラーター戦争であった。